# Vstupní draft NHL 2005
Vstupní draft NHL 2005 byl 43. vstupním draftem v historii NHL.

## Nejlepší vyhlídky měli
Zdroj: Centrální úřad skautingu NHL (konečné hodnocení).

### Hráči v poli
|    | Severoameričené                | Evropané                        |
| -- | ------------------------------ | ------------------------------- |
| 1  | Sidney Crosby (centr)          | Anze Kopitar (centr)            |
| 2  | Benoît Pouliot (levé křídlo)   | Martin Hanzal (centr)           |
| 3  | Bobby Ryan (pravé křídlo)      |                                 |
| 4  | Jack Johnson (obránce)         | Denis Istomin (pravé křídlo)    |
| 5  | Gilbert Brulé (centr)          | Nicklas Bergfors (pravé křídlo) |
| 6  | Luc Bourdon (obránce) †        | Vjačeslav Buravčikov (obránce)  |
| 7  | Kenndal McArdle (levé křídlo)  | Ilja Zubov (centr)              |
| 8  | Ryan Parent (obránce)          | Petr Kalus (pravé křídlo)       |
| 9  | Marc Staal (obránce)           | Anton Krysjanov (centr)         |
| 10 | Devin Setoguchi (pravé křídlo) | Andrej Zubarev (obránce)        |

### Brankáři
|   | Severoameričené        | Evropané       |
| - | ---------------------- | -------------- |
| 1 | Carey Price            | Tuukka Rask    |
| 2 | Pier-Olivier Pelletier | Ondřej Pavelec |
| 3 | Tyler Plante           | Jakub Lev      |

## Výběry v draftu
Výběry v jednotlivých kolech:
- 1. kolo
- 2. kolo
- 3. kolo
- 4. kolo
- 5. kolo
- 6. kolo
- 7. kolo

### 1. kolo
| #  | Hráč                            | Národnost | Tým NHL                                    | Vysokoškolský/juniorský/evropský tým          |
| -- | ------------------------------- | --------- | ------------------------------------------ | --------------------------------------------- |
| 1  | Sidney Crosby (Centr)           | Kanada    | Pittsburgh Penguins                        | Rimouski Océanic (QMJHL)                      |
| 2  | Bobby Ryan (Pravé křídlo)       | USA       | Mighty Ducks of Anaheim                    | Owen Sound Attack (OHL)                       |
| 3  | Jack Johnson (Obránce)          | USA       | Carolina Hurricanes                        | U.S. National Team Development Program (NAHL) |
| 4  | Benoit Pouliot (Levé křídlo)    | Kanada    | Minnesota Wild                             | Sudbury Wolves (OHL)                          |
| 5  | Carey Price (Brankář)           | Kanada    | Montreal Canadiens                         | Tri-City Americans (WHL)                      |
| 6  | Gilbert Brule (Centr)           | Kanada    | Columbus Blue Jackets                      | Vancouver Giants (WHL)                        |
| 7  | Jack Skille (Pravé křídlo)      | USA       | Chicago Blackhawks                         | U.S. National Team Development Program        |
| 8  | Devin Setoguchi (Pravé křídlo)  | Kanada    | San Jose Sharks (z Atlanty Thrashers)      | Saskatoon Blades (WHL)                        |
| 9  | Brian Lee (Obránce)             | USA       | Ottawa Senators                            | Moorhead High School (USHS, MN)               |
| 10 | Luc Bourdon (Obránce) †         | Kanada    | Vancouver Canucks                          | Val-d'Or Foreurs (QMJHL)                      |
| 11 | Anže Kopitar (Centr)            | Slovinsko | Los Angeles Kings                          | Södertälje SK (Švédsko)                       |
| 12 | Marc Staal (Obránce)            | Kanada    | New York Rangers (ze San Jose Sharks)      | Sudbury Wolves (OHL)                          |
| 13 | Marek Zagrapan (Centr)          | Slovensko | Buffalo Sabres                             | Chicoutimi Saguenéens (QMJHL)                 |
| 14 | Sasha Pokulok (Obránce)         | Kanada    | Washington Capitals                        | Cornell University (ECAC)                     |
| 15 | Ryan O'Marra (Centr)            | Kanada    | New York Islanders                         | Erie Otters (OHL)                             |
| 16 | Alex Bourret (Pravé křídlo)     | Kanada    | Atlanta Thrashers (z New York Rangers)     | Lewiston Maineiacs (QMJHL)                    |
| 17 | Martin Hanzal (Centr)           | Česko     | Phoenix Coyotes                            | Red Deer Rebels (WHL)                         |
| 18 | Ryan Parent (Obránce)           | Kanada    | Nashville Predators                        | Guelph Storm (OHL)                            |
| 19 | Jakub Kindl (Obránce)           | Česko     | Detroit Red Wings                          | Kitchener Rangers (OHL)                       |
| 20 | Kenndal McArdle (Levé křídlo)   | Kanada    | Florida Panthers (z Filadelfie Flyers)     | Moose Jaw Warriors (WHL)                      |
| 21 | Tuukka Rask (Brankář)           | Finsko    | Toronto Maple Leafs                        | Ilves (Finsko)                                |
| 22 | Matt Lashoff (Obránce)          | USA       | Boston Bruins                              | Kitchener Rangers (OHL)                       |
| 23 | Nicklas Bergfors (Pravé křídlo) | Švédsko   | New Jersey Devils                          | Södertälje SK (Švédsko)                       |
| 24 | T. J. Oshie (Centr)             | USA       | St. Louis Blues                            | Warroad High School (USHS, MN)                |
| 25 | Andrew Cogliano (Centr)         | Kanada    | Edmonton Oilers                            | St. Michael's Buzzers (OPJHL)                 |
| 26 | Matt Pelech (Obránce)           | Kanada    | Calgary Flames                             | Sarnia Sting (OHL)                            |
| 27 | Joe Finley (Obránce)            | USA       | Washington Capitals (z Colorada Avalanche) | Sioux Falls Stampede (USHL)                   |
| 28 | Matt Niskanen (Obránce)         | USA       | Dallas Stars                               | Virginia High School (USHS, MN)               |
| 29 | Steve Downie (Pravé křídlo)     | Kanada    | Philadelphia Flyers (z Floridy Panthers)   | Windsor Spitfires (OHL)                       |
| 30 | Vladimír Mihálik (Obránce)      | Slovensko | Tampa Bay Lightning                        | Prešov II (Slovensko)                         |

### 2. kolo
| #  | Hráč                                 | Národnost | Tým NHL                                         | Vysokoškolský/juniorský/evropský tým   |
| -- | ------------------------------------ | --------- | ----------------------------------------------- | -------------------------------------- |
| 31 | Brendan Mikkelson (Obránce)          | Kanada    | Mighty Ducks of Anaheim (z Tampy Bay Lightning) | Portland Winter Hawks (WHL)            |
| 32 | Tyler Plante (Brankář)               | USA       | Florida Panthers                                | Brandon Wheat Kings (WHL)              |
| 33 | James Neal (Levé křídlo)             | Kanada    | Dallas Stars                                    | Plymouth Whalers (OHL)                 |
| 34 | Ryan Stoa (Centr)                    | USA       | Colorado Avalanche                              | U.S. National Team Development Program |
| 35 | Marc-Edouard Vlasic (Obránce)        | Kanada    | San Jose Sharks (z Calgary Flames)              | Quebec Remparts (QMJHL)                |
| 36 | Taylor Chorney (Obránce)             | USA       | Edmonton Oilers                                 | Shattuck-St. Mary's (USHS, MN)         |
| 37 | Scott Jackson (Obránce)              | Kanada    | St. Louis Blues                                 | Seattle Thunderbirds (WHL)             |
| 38 | Jeff Frazee (Brankář)                | USA       | New Jersey Devils                               | U.S. National Team Development Program |
| 39 | Petr Kalus (Centr)                   | Česko     | Boston Bruins                                   | HC Vítkovice (Czech)/Regina Pats (WHL) |
| 40 | Michael Sauer (Obránce)              | USA       | New York Rangers (z Toronta Maple Leafs)        | Portland Winter Hawks (WHL)            |
| 41 | Ondřej Pavelec (Brankář)             | Česko     | Atlanta Thrashers (z Filadelfie Flyers)         | Rabat Kladno (Česko)                   |
| 42 | Justin Abdelkader (Levé křídlo)      | USA       | Detroit Red Wings                               | Cedar Rapids RoughRiders (USHL)        |
| 43 | Michael Blunden (Pravé křídlo)       | Kanada    | Chicago Blackhawks (z Nashvillu Predators)      | Erie Otters (OHL)                      |
| 44 | Paul Stastny (Centr)                 | USA       | Colorado Avalanche (z Phoenixu Coyotes)         | University of Denver (WCHA)            |
| 45 | Guillaume Latendresse (Pravé křídlo) | Kanada    | Montreal Canadiens (z New York Rangers)         | Drummondville Voltigeurs (QMJHL)       |
| 46 | Dustin Kohn (Obránce)                | Kanada    | New York Islanders                              | Calgary Hitmen (WHL)                   |
| 47 | Tom Fritsche (Levé křídlo)           | USA       | Colorado Avalanche (z Washingtonu Capitals)     | Ohijská státní univerzita (CCHA)       |
| 48 | Philipp Gogulla (Křídlo)             | Německo   | Buffalo Sabres                                  | Kölner Haie (Německo)                  |
| 49 | Chad Denny (Obránce)                 | Kanada    | Atlanta Thrashers (ze San Jose Sharks)          | Lewiston Maineiacs (QMJHL)             |
| 50 | Dany Roussin (Levé křídlo)           | Kanada    | Los Angeles Kings                               | Rimouski Océanic (QMJHL)               |
| 51 | Mason Raymond (Levé křídlo)          | Kanada    | Vancouver Canucks                               | Camrose Kodiaks (AJHL)                 |
| 52 | Chris Durand (Centr)                 | Kanada    | Colorado Avalanche (z Ottawy Senators)          | Seattle Thunderbirds (WHL)             |
| 53 | Andrew Kozek (Křídlo)                | Kanada    | Atlanta Thrashers                               | South Surrey Eagles (BCHL)             |
| 54 | Dan Bertram (Pravé křídlo)           | Kanada    | Chicago Blackhawks                              | Boston College (Hockey East)           |
| 55 | Adam McQuaid (Obránce)               | Kanada    | Columbus Blue Jackets                           | Sudbury Wolves (OHL)                   |
| 56 | Marc-Andre Cliche (Pravé křídlo)     | Kanada    | New York Rangers (z Montrealu Canadiens)        | Lewiston Maineiacs (QMJHL)             |
| 57 | Matt Kassian (Levé křídlo)           | Kanada    | Minnesota Wild                                  | Kamloops Blazers (WHL)                 |
| 58 | Nate Hagemo (Obránce)                | USA       | Carolina Hurricanes                             | University of Minnesota (WCHA)         |
| 59 | Pier-Olivier Pelletier (Brankář)     | Kanada    | Phoenix Coyotes (z Mighty Ducks of Anaheim)     | Drummondville Voltigeurs (QMJHL)       |
| 60 | T. J. Fast (Obránce)                 | Kanada    | Los Angeles Kings                               | Tri-City Americans (WHL)               |
| 61 | Michael Gergen (Obránce/útočník)     | USA       | Pittsburgh Penguins                             | Shattuck-St. Mary's (USHS, MN)         |

### 3. kolo
| #  | Hráč                          | Národnost | Tým NHL                                     | Vysokoškolský/juniorský/evropský tým   |
| -- | ----------------------------- | --------- | ------------------------------------------- | -------------------------------------- |
| 62 | Kristopher Letang (Obránce)   | Kanada    | Pittsburgh Penguins                         | Val-d'Or Foreurs (QMJHL)               |
| 63 | Jason Bailey (Pravé křídlo)   | Kanada    | Mighty Ducks of Anaheim                     | U.S. National Team Development Program |
| 64 | Joe Barnes (Centr)            | Kanada    | Carolina Hurricanes                         | Saskatoon Blades (WHL)                 |
| 65 | Kristofer Westblom (Brankář)  | Kanada    | Minnesota Wild                              | Kelowna Rockets (WHL)                  |
| 66 | Brodie Dupont (Centr)         | Kanada    | New York Rangers (z Montrealu Canadiens)    | Calgary Hitmen (WHL)                   |
| 67 | Kris Russell (Obránce)        | Kanada    | Columbus Blue Jackets                       | Medicine Hat Tigers (WHL)              |
| 68 | Evan Brophey (C/LK)           | Kanada    | Chicago Blackhawks                          | Belleville Bulls (OHL)                 |
| 69 | Gord Baldwin (Obránce)        | Kanada    | Calgary Flames (z Atlanty Thrashers)        | Medicine Hat Tigers (WHL)              |
| 70 | Vitalij Anikejenko (Obránce)  | Rusko     | Ottawa Senators                             | Lokomotiv Jaroslavl (Rusko)            |
| 71 | Richard Clune (Levé křídlo)   | Kanada    | Dallas Stars (z Vancouveru Canucks)         | Sarnia Sting (OHL)                     |
| 72 | Jon Quick (Brankář)           | USA       | Los Angeles Kings                           | Avon Old Farms (USHS, CT)              |
| 73 | Radek Smoleňák (Levé křídlo)  | Česko     | Tampa Bay Lightning (ze San Jose Sharks)    | Kingston Frontenacs (OHL)              |
| 74 | Dan Ryder (Centr)             | Kanada    | Calgary Flames (z Buffala Sabres)           | Peterborough Petes (OHL)               |
| 75 | Perttu Lindgren (Centr)       | Finsko    | Dallas Stars (z Washingtonu Capitals)       | Ilves Jr. (Finsko)                     |
| 76 | Shea Guthrie (Křídlo)         | Kanada    | New York Islanders                          | St. George's School (USHS)             |
| 77 | Dalyn Flatt (Obránce)         | Kanada    | New York Rangers                            | Saskatoon Blades (WHL)                 |
| 78 | Teemu Laakso (Obránce)        | Finsko    | Nashville Predators (z Phoenixu Coyotes)    | HIFK Jr. (Finsko)                      |
| 79 | Cody Franson (Obránce)        | Kanada    | Nashville Predators                         | Vancouver Giants (WHL)                 |
| 80 | Christofer Lofberg (Centr)    | Švédsko   | Detroit Red Wings                           | Djurgårdens IF (Švédsko)               |
| 81 | Danny Syvret (Obránce)        | Kanada    | Edmonton Oilers (z Filadelfie Flyers)       | London Knights (OHL)                   |
| 82 | Phil Oreskovic (Obránce)      | Kanada    | Toronto Maple Leafs                         | Brampton Battalion (OHL)               |
| 83 | Mikko Lehtonen (Pravé křídlo) | Finsko    | Boston Bruins                               | Blues Jr. (Finsko)                     |
| 84 | Mark Fraser (Obránce)         | Kanada    | New Jersey Devils                           | Kitchener Rangers (OHL)                |
| 85 | Ben Bishop (Brankář)          | USA       | St. Louis Blues                             | Texas Tornado (NAHL)                   |
| 86 | Robby Dee (C/K)               | USA       | Edmonton Oilers                             | Breck School (USHS)                    |
| 87 | Marc-Andre Gragnani (Obránce) | Kanada    | Buffalo Sabres (z Calgary Flames)           | P.E.I. Rocket (QMJHL)                  |
| 88 | T. J. Hensick (Centr)         | USA       | Colorado Avalanche                          | University of Michigan (CCHA)          |
| 89 | Chris Lawrence (Centr)        | Kanada    | Tampa Bay Lightning (z Dallasu Stars)       | Sault Ste. Marie Greyhounds (OHL)      |
| 90 | Dan Collins (Pravé křídlo)    | USA       | Florida Panthers                            | Plymouth Whalers (OHL)                 |
| 91 | Oskars Bartulis (Obránce)     | Lotyšsko  | Philadelphia Flyers (z Tampy Bay Lightning) | Moncton Wildcats (QMJHL)               |

### 4. kolo
| #   | Hráč                            | Národnost | Tým NHL                                        | Vysokoškolský/juniorský/evropský tým  |
| --- | ------------------------------- | --------- | ---------------------------------------------- | ------------------------------------- |
| 92  | Marek Bartánus (Pravé křídlo)   | Slovensko | Tampa Bay Lightning                            | HC Košice (Slovensko)                 |
| 93  | Olivier Legault (Levé křídlo)   | Kanada    | Florida Panthers                               | Lewiston Maineiacs (QMJHL)            |
| 94  | Jakub Vojta (Obránce)           | Česko     | Carolina Hurricanes (z Dallasu Stars)          | HC Sparta Praha Jr. (Česko)           |
| 95  | Cody Bass (Centr)               | Kanada    | Ottawa Senators (z Colorada Avalanche)         | Mississauga IceDogs (OHL)             |
| 96  | Chris Butler (Obránce)          | USA       | Buffalo Sabres (z Calgary Flames)              | Sioux City Musketeers (USHL)          |
| 97  | Chris Vande Velde (Centr)       | USA       | Edmonton Oilers                                | Moorhead High School (USHS, MN)       |
| 98  | Ilja Zubov (Centr)              | Rusko     | Ottawa Senators (ze St. Louis Blues)           | Čeljabinsk (Rusko)                    |
| 99  | Patrick Davis (Levé křídlo)     | USA       | New Jersey Devils                              | Kitchener Rangers (OHL)               |
| 100 | Jonathan Sigalet (Obránce)      | USA       | Boston Bruins                                  | Bowling Green State University (CCHA) |
| 101 | Jared Boll (Pravé křídlo)       | USA       | Columbus Blue Jackets (z Toronta Maple Leafs)  | Lincoln Stars (USHL)                  |
| 102 | Blair Jones (Centr)             | Kanada    | Tampa Bay Lightning (z Filadelfie Flyers)      | Moose Jaw Warriors (WHL)              |
| 103 | Mattias Ritola (C/K)            | Švédsko   | Detroit Red Wings                              | Leksand Jr. (Švédsko)                 |
| 104 | Matt Duffy (Obránce)            | USA       | Florida Panthers (z Nashvillu Predators)       | New Hampshire Jr Monarchs (EJHL)      |
| 105 | Keith Yandle (Obránce)          | USA       | Phoenix Coyotes                                | Cushing Academy (USHS, MA)            |
| 106 | Vladimír Sobotka (C/K)          | Česko     | Boston Bruins                                  | Slavia Praha Jr. (Česko)              |
| 107 | Tom Pyatt (Centr)               | Kanada    | New York Rangers                               | Saginaw Spirit (OHL)                  |
| 108 | Niklas Hjalmarsson (Obránce)    | Švédsko   | Chicago Blackhawks (z New York Islanders)      | HV 71 Jr. (Švédsko)                   |
| 109 | Andrew Thomas (Obránce)         | USA       | Washington Capitals                            | University of Denver (WCHA)           |
| 110 | Kyle Bailey (Centr)             | Kanada    | Minnesota Wild (z Buffala Sabres)              | Portland Winterhawks (WHL)            |
| 111 | J. D. Watt (Pravé křídlo)       | Kanada    | Calgary Flames                                 | Vancouver Giants (WHL)                |
| 112 | Alex Stalock (Brankář)          | USA       | San Jose Sharks                                | Cedar Rapids RoughRiders (USHL)       |
| 113 | Nathan Davis (C/LK)             | USA       | Chicago Blackhawks (z Los Angeles Kings)       | Miami University (CCHA)               |
| 114 | Alexandre Vincent (Brankář)     | Kanada    | Vancouver Canucks                              | Chicoutimi Saguenéens (QMJHL)         |
| 115 | Janne Kolehmainen (Levé křídlo) | Finsko    | Ottawa Senators                                | SaiPa (Finsko)                        |
| 116 | Jordan LaVallee (Levé křídlo)   | USA       | Atlanta Thrashers                              | Quebec Remparts (QMJHL)               |
| 117 | Denis Istomin (Pravé křídlo)    | Rusko     | Chicago Blackhawks                             | Traktor Čeljabinsk (Rusko)            |
| 118 | Patrick McNeill (Obránce)       | Kanada    | Washington Capitals (z Bostonu Bruins)         | Saginaw Spirit (OHL)                  |
| 119 | Jeremy Duchesne (Brankář)       | Kanada    | Phoenix Coyotes (z Columbusu Blue Jackets)     | Halifax Mooseheads (QML)              |
| 120 | Slava Truchno (Centr)           | Rusko     | Edmonton Oilers                                | P.E.I. Rocket (QMJHL)                 |
| 121 | Juraj Mikúš (C/K)               | Slovensko | Montreal Canadiens                             | Skalica HK 36 Jr. (Slovensko)         |
| 122 | Morten Madsen (C/K)             | Dánsko    | Minnesota Wild                                 | Frölunda HC Jr. (Švédsko)             |
| 123 | Ondřej Otčenáš (C/K)            | Slovensko | Carolina Hurricanes                            | Trenčín Jr. (Slovensko)               |
| 124 | Raymond Macias (Obránce)        | USA       | Colorado Avalanche (z Mighty Ducks of Anaheim) | Kamloops Blazers (WHL)                |
| 125 | Tommi Leinonen (Obránce)        | Finsko    | Pittsburgh Penguins                            | Kärpät Jr. (Finsko)                   |

### 5. kolo
| Pick | Hráč                             | Národnost | Tým NHL                                      | Vysokoškolský/juniorský/evropský tým              |
| ---- | -------------------------------- | --------- | -------------------------------------------- | ------------------------------------------------- |
| 126  | Tim Crowder (Pravé křídlo)       | Kanada    | Pittsburgh Penguins                          | South Surrey Eagles (BCHL)                        |
| 127  | Usain Bolt (Levé křídlo)         | Kanada    | Mighty Ducks of Anaheim                      | Kingston Frontenacs (OHL)                         |
| 128  | Kevin Lalande (Brankář)          | Kanada    | Calgary Flames (z Caroliny Hurricanes)       | Belleville Bulls (OHL)                            |
| 129  | Anthony Aiello (Obránce)         | USA       | Minnesota Wild                               | Thayer Academy (USHS)                             |
| 130  | Mathieu Aubin (Centr)            | Kanada    | Montreal Canadiens                           | Lewiston Maineiacs (QMJHL)                        |
| 131  | Tomáš Pöpperle (Brankář)         | Česko     | Columbus Blue Jackets                        | Sparta Praha (Česko)                              |
| 132  | Darren Helm (C/K)                | Kanada    | Detroit Red Wings                            | Medicine Hat Tigers (WHL)                         |
| 133  | Stanislav Lašček (Pravé křídlo)  | Slovensko | Tampa Bay Lightning                          | Chicoutimi Saguenéens (QMJHL)                     |
| 134  | Brennan Turner (Obránce)         | Kanada    | Chicago Blackhawks                           | Notre Dame Hounds (SJHL)                          |
| 135  | Tomáš Pospíšil (Pravé křídlo)    | Česko     | Atlanta Thrashers                            | Třinec Jr. (Česko)                                |
| 136  | Tomáš Kudělka (Obránce)          | Česko     | Ottawa Senators                              | Zlín Jr. (Česko)                                  |
| 137  | Johan Ryno (C/K)                 | Švédsko   | Detroit Red Wings                            | Kumla Jr. (Švédsko)                               |
| 138  | Matt Butcher (Centr)             | USA       | Vancouver Canucks                            | Chilliwack Chiefs (BCHL)                          |
| 139  | Patrik Hersley (Obránce)         | Švédsko   | Los Angeles Kings                            | Malmö Jr. (Švédsko)                               |
| 140  | Taylor Dakers (Brankář)          | Kanada    | San Jose Sharks                              | Kootenay Ice (WHL)                                |
| 141  | Brian Salcido (Obránce)          | USA       | Mighty Ducks of Anaheim (ze San Jose Sharks) | Colorado College (WCHA)                           |
| 142  | Nathan Gerbe (Centr)             | USA       | Buffalo Sabres                               | U.S. National Team Development Program            |
| 143  | Daren Machesney (Brankář)        | Kanada    | Washington Capitals                          | Brampton Battalion (OHL)                          |
| 144  | Masi Marjamaki (Pravé křídlo)    | Finsko    | New York Islanders                           | Moose Jaw Warriors (WHL)                          |
| 145  | Tim Kunes (Obránce)              | USA       | Carolina Hurricanes                          | New England Jr. Falcons (EJHL)                    |
| 146  | Tom Wandell (C/K)                | Švédsko   | Dallas Stars                                 | Södertälje SK Jr. (Švédsko)                       |
| 147  | Trevor Koverko (Obránce)         | Kanada    | New York Rangers                             | Owen Sound Attack (OHL)                           |
| 148  | Anton Krysjanov (Centr)          | Rusko     | Phoenix Coyotes                              | Lada Togliatti (Rusko)                            |
| 149  | Derek Joslin (Obránce)           | Kanada    | San Jose Sharks                              | Ottawa 67's (OHL)                                 |
| 150  | Cal O'Reilly (Centr)             | Kanada    | Nashville Predators                          | Windsor Spitfires (OHL)                           |
| 151  | Jeff May (Obránce)               | Kanada    | Detroit Red Wings                            | Prince Albert Raiders (WHL)                       |
| 152  | Josh Beaulieu (Centr)            | Kanada    | Philadelphia Flyers                          | London Knights (OHL)                              |
| 153  | Alex Berry (Pravé křídlo)        | USA       | Toronto Maple Leafs                          | Bruins Jr. (EJHL)                                 |
| 154  | Wacey Rabbit (Centr)             | Kanada    | Boston Bruins                                | Saskatoon Blades (WHL)                            |
| 155  | Mark Fayne (Obránce)             | USA       | New Jersey Devils                            | Noble and Greenough (USHS)                        |
| 156. | Ryan Reaves (Pravé křídlo)       | Kanada    | St. Louis Blues                              | Brandon Wheat Kings (WHL)                         |
| 157. | Fredrik Pettersson (Levé křídlo) | Švédsko   | Edmonton Oilers                              | Frölunda HC Jr. (Švédsko)                         |
| 158. | Matt Keetley (Brankář)           | Kanada    | Calgary Flames                               | Medicine Hat Tigers (WHL)                         |
| 159. | Risto Korhonen (Obránce)         | Finsko    | Carolina Hurricanes (z Colorada Avalanche)   | Kärpät Jr. (Finsko)                               |
| 160. | Matt Watkins (Pravé křídlo)      | Kanada    | Dallas Stars                                 | Vernon Vipers (BCHL)                              |
| 161. | Brian Foster (Brankář)           | USA       | Florida Panthers                             | New Hampshire Jr Monarchs (EJHL)                  |
| 162. | P. J. Fenton (C/K)               | USA       | San Jose Sharks (z Tampy Bay Lightning)      | University of Massachusetts Amherst (Hockey East) |

### 6. kolo
| Pick | Hráč                 | Národnost | Tým NHL                                     | Vysokoškolský/juniorský/evropský tým   |
| ---- | -------------------- | --------- | ------------------------------------------- | -------------------------------------- |
| 163  | Marek Kvapil         | Česko     | Tampa Bay Lightning                         | Saginaw Spirit (OHL)                   |
| 164  | Roman Derlyjuk       | Rusko     | Florida Panthers                            | Spartak Petrohrad (Rusko)              |
| 165  | Kevin Beech          | Kanada    | Tampa Bay Lightning (z Dallasu Stars)       | Sudbury Wolves (OHL)                   |
| 166  | Jason Lynch          | Kanada    | Colorado Avalanche                          | Spokane Chiefs (WHL)                   |
| 167  | Joe Fallon           | USA       | Chicago Blackhawks (z Calgary Flames)       | University of Vermont (ECAC)           |
| 168  | Justin Mercier       | USA       | Colorado Avalanche (z Edmontonu Oilers)     | U.S. National Team Development Program |
| 169  | Mike Gauthier        | Kanada    | St. Louis Blues                             | Prince Albert Raiders (WHL)            |
| 170  | Sean Zimmerman       | USA       | New Jersey Devils                           | Spokane Chiefs (WHL)                   |
| 171  | Nick Drazenovic      | Kanada    | St. Louis Blues                             | Prince George Cougars (WHL)            |
| 172  | Lukáš Vantuch        | Česko     | Boston Bruins                               | Liberec Jr. (Česko)                    |
| 173  | Johan Dahlberg       | Švédsko   | Toronto Maple Leafs                         | Modo Jr. (Švédsko)                     |
| 174  | John Flatters        | Kanada    | Philadelphia Flyers                         | Red Deer Rebels (WHL)                  |
| 175  | Juho Mielonen        | Finsko    | Detroit Red Wings                           | Ilves Jr. (Finsko)                     |
| 176  | Ryan Maki            | USA       | Nashville Predators                         | Harvard University (ECAC)              |
| 177  | Derek Reinhart       | Kanada    | Columbus Blue Jackets (z Phoenixu Coyotes)  | Regina Pats (WHL)                      |
| 178  | Greg Beller          | Kanada    | New York Rangers                            | Lake of the Woods (USHS, MN)           |
| 179  | Brett Sutter         | Kanada    | Calgary Flames                              | Kootenay Ice (WHL)                     |
| 180  | Tyrell Mason         | Kanada    | New York Islanders                          | Salmon Arm Silverbacks (BCHL)          |
| 181  | Tim Kennedy          | USA       | Washington Capitals                         | Sioux City Musketeers (USHL)           |
| 182  | Adam Dennis          | Kanada    | Buffalo Sabres                              | London Knights (OHL)                   |
| 183  | Will Colbert         | Kanada    | San Jose Sharks                             | Ottawa 67's (OHL)                      |
| 184  | Ryan McGinnis        | USA       | Los Angeles Kings                           | Plymouth Whalers (OHL)                 |
| 185  | Kris Fredheim        | Kanada    | Vancouver Canucks                           | Notre Dame Hounds (SJHL)               |
| 186  | Dmitrij Megalinskij  | Rusko     | Ottawa Senators                             | Lokomotiv Jaroslavl (Rusko)            |
| 187  | Andrej Zubarev       | Rusko     | Atlanta Thrashers                           | Salavat Julajev Ufa (Rusko)            |
| 188  | Joe Charlebois       | USA       | Chicago Blackhawks                          | Sioux City Musketeers (USHL)           |
| 189  | Kirill Starkov       | Dánsko*   | Columbus Blue Jackets                       | Frolunda Jr. (Švédsko)                 |
| 190  | Matt D'Agostini      | Kanada    | Montreal Canadiens                          | Guelph Storm (OHL)                     |
| 191  | Vjačeslav Buravčikov | Rusko     | Buffalo Sabres (z Minnesoty Wild)           | Krylia Sovětov Samara (Rusko)          |
| 192  | Nicolas Blanchard    | Kanada    | Carolina Hurricanes                         | Chicoutimi Saguenéens (QMJHL)          |
| 193  | Tony Lucia           | USA       | San Jose Sharks (z Mighty Ducks of Anaheim) | Wayzata (USHS, MN)                     |
| 194  | Jean-Philippe Paquet | Kanada    | Pittsburgh Penguins                         | Shawinigan Cataractes (QMJHL)          |

### 7. kolo
| Pick | Hráč                    | Národnost | Tým NHL                                  | Vysokoškolský/juniorský/evropský tým   |
| ---- | ----------------------- | --------- | ---------------------------------------- | -------------------------------------- |
| 195  | Joe Vitale              | USA       | Pittsburgh Penguins                      | Sioux Falls Stampede (USHL)            |
| 196  | Nick Tuzzolino          | USA       | New York Islanders                       | Sarnia Sting (OHL)                     |
| 197  | Jean-Philippe Levasseur | Kanada    | Mighty Ducks of Anaheim                  | Rouyn-Noranda Huskies (QMJHL)          |
| 198  | Kyle Lawson             | USA       | Carolina Hurricanes                      | U.S. National Team Development Program |
| 199  | Riley Emmerson          | Kanada    | Minnesota Wild                           | Tri-City Americans (WHL)               |
| 200  | Sergej Kosticyn         | Bělorusko | Montreal Canadiens                       | HK Gomel (Bělorusko)                   |
| 201  | Trevor Hendrikx         | Kanada    | Columbus Blue Jackets                    | Peterborough Petes (OHL)               |
| 202  | David Kuchejda          | Česko     | Chicago Blackhawks                       | HC České Budějovice (Česko)            |
| 203  | Adam Hobson             | Kanada    | Chicago Blackhawks (z Atlanty Thrashers) | Spokane Chiefs (WHL)                   |
| 204  | Colin Greening          | Kanada    | Ottawa Senators                          | Upper Canada College (CISAA)           |
| 205  | Mário Bližňák           | Slovensko | Vancouver Canucks                        | Spartak ZTS Dubnica (Slovensko)        |
| 206  | Josh Meyers             | USA       | Los Angeles Kings                        | Sioux City Musketeers (USHL)           |
| 207  | Myles Stoesz            | Kanada    | Atlanta Thrashers (ze San Jose Sharks)   | Spokane Chiefs (WHL)                   |
| 208  | Matt Generous           | USA       | Buffalo Sabres                           | New England Junior Falcons (EJHL)      |
| 209  | Viktor Dovgan           | Rusko     | Washington Capitals                      | CSKA Moskva Jr. (Rusko)                |
| 210  | Luciano Aquino          | Kanada    | New York Islanders                       | Brampton Battalion (OHL)               |
| 211  | Ryan Russell            | Kanada    | New York Rangers                         | Kootenay Ice (WHL)                     |
| 212  | Pat Brosnihan           | USA       | Phoenix Coyotes                          | Worcester Academy (USHS, MA)           |
| 213  | Scott Todd              | Kanada    | Nashville Predators                      | Windsor Spitfires (OHL)                |
| 214  | Bretton Stamler         | Kanada    | Detroit Red Wings                        | Seattle Thunderbirds (WHL)             |
| 215  | Matt Clackson           | Kanada    | Philadelphia Flyers                      | Chicago Steel (USHL)                   |
| 216  | Anton Stralman          | Švédsko   | Toronto Maple Leafs                      | Skovde (Švédsko)                       |
| 217  | Brock Bradford          | Kanada    | Boston Bruins                            | Omaha Lancers (USHL)                   |
| 218  | Alexander Sundstrom     | Švédsko   | New Jersey Devils                        | IF Björklöven (Švédsko)                |
| 219  | Nikolaj Lemťjugov       | Rusko     | St. Louis Blues                          | CSKA Moskva (Rusko)                    |
| 220  | Matt Glasser            | Kanada    | Edmonton Oilers                          | Fort McMurray Oil Barons (AJHL)        |
| 221  | Myles Rumsey            | Kanada    | Calgary Flames                           | Swift Current Broncos (WHL)            |
| 222  | Kyle Cumiskey           | Kanada    | Colorado Avalanche                       | Kelowna Rockets (WHL)                  |
| 223  | Pat McGann              | USA       | Dallas Stars                             | Illinois Midgets (USMHL)               |
| 224  | Zach Bearson            | USA       | Florida Panthers                         | Waterloo Blackhawks (USHL)             |
| 225  | John Wessbecker         | USA       | Tampa Bay Lightning                      | Blake (USHS)                           |
| 226  | John Seymour            | Kanada    | Los Angeles Kings                        | Brampton Battalion (OHL)               |
| 227  | Andrew Orpik            | USA       | Buffalo Sabres                           | Thayer Academy (USHS)                  |
| 228  | David Snellburg         | USA       | Toronto Maple Leafs                      | US National Team Development Program   |
| 229  | Philippe Paquet         | Kanada    | Montreal Canadiens                       | Salisbury (USHS)                       |
| 230  | Patric Hörnqvist        | Švédsko   | Nashville Predators                      | Vasby (Švédsko)                        |

## Draft podle národností
| Pořadí | Stát            | Výběry | Podíl |
| ------ | --------------- | ------ | ----- |
|        | Severní Amerika | 172    | 74.8% |
| 1      | Kanada          | 109    | 47.4% |
| 2      | USA             | 63     | 27.4% |
|        | Evropa          | 58     | 25.2% |
| 3      | Česko           | 12     | 5.2%  |
| 3      | Švédsko         | 12     | 5.2%  |
| 5      | Rusko           | 11     | 4.9%  |
| 6      | Finsko          | 9      | 3.9%  |
| 7      | Slovensko       | 8      | 3.5%  |
| 8      | Dánsko          | 2      | 0.9%  |
| 9      | Německo         | 1      | 0.4%  |
| 9      | Lotyšsko        | 1      | 0.4%  |
| 9      | Slovinsko       | 1      | 0.4%  |
| 9      | Bělorusko       | 1      | 0.4%  |